# De la pirotechnia
«De la pirotechnia» («Піротехнія») — перша в Європі енциклопедія технічних наук. Автор — Ванноччо Бірінгуччо 20 жовтня 1480 — †30 квітня 1539), італійський інженер і вчений. Вийшла італійською розмовною мовою у 1540 р., французький переклад здійснено у 1558 р. Набула великої популярності у Європі.
Назва праці перекладається як «вогняне ремесло», тобто опис промислів, пов'язаних із використанням вогню. У перших частинах десятитомної енциклопедії наведені тогочасні геологічні уявлення, описи родовищ, способи видобутку й збагачення деяких рудних мінералів. Важливе значення мали практичні відомості про хімічні, гірничі й металургійні технології, описи плавильних печей, повітродувних міхів тощо. У дев'ятій книзі були розкриті основні алхімічні ідеї, але сам автор, розглядаючи технологічні процеси, однозначно віддавав перевагу дослідним даним, а не алхімічним теоріям.
Відомо, що енциклопедія була подарована Георгіусу Агріколі венеціанським патрицієм Бадаеро. Високо оцінюючи обізнаність автора та красномовство викладу, Агрікола зокрема відзначав, що його книги й праця Бірінгуччо за змістом немов би доповнюють одна одну, оскільки багатьох технологічних питань «Піротехнія» торкається лише частково.

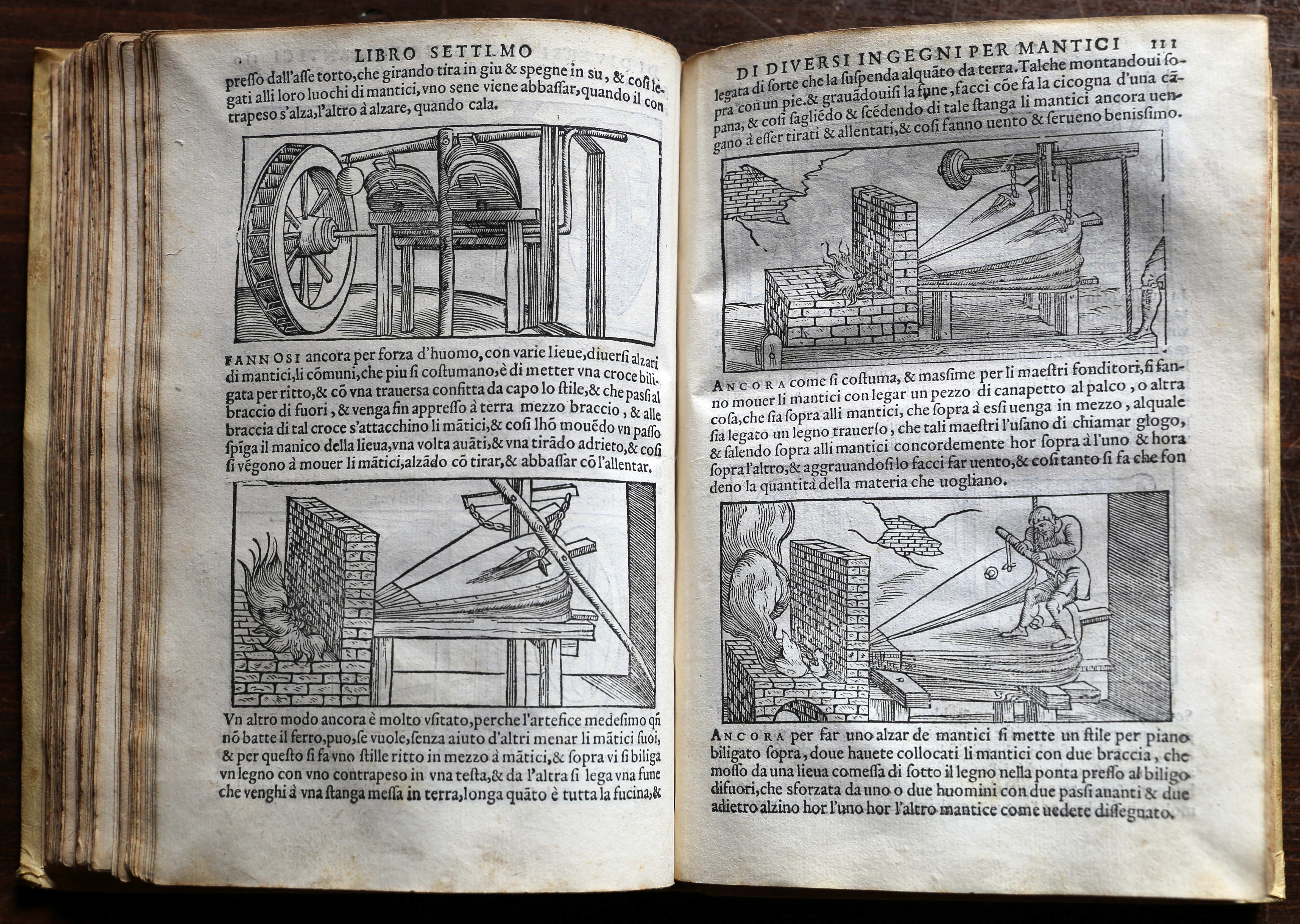
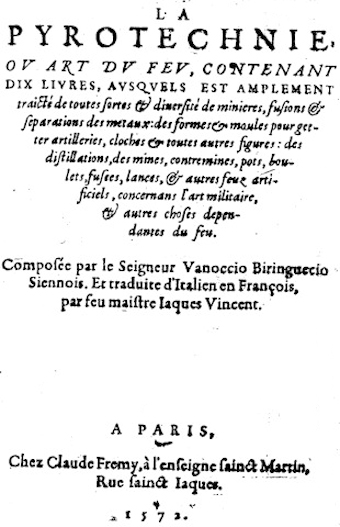